# Liste der Kulturdenkmale in Altenhain (Frankenberg)
In der Liste der Kulturdenkmale in Altenhain sind die Kulturdenkmale des Frankenberger Ortsteils Altenhain verzeichnet, die bis Oktober 2022 vom Landesamt für Denkmalpflege Sachsen erfasst wurden (ohne archäologische Kulturdenkmale). Die Anmerkungen sind zu beachten.
Diese Aufzählung ist eine Teilmenge der Liste der Kulturdenkmale in Frankenberg/Sa.

## Altenhain
| Bild                                    | Bezeichnung                            | Lage                        | Datierung | Beschreibung | ID       |
| --------------------------------------- | -------------------------------------- | --------------------------- | --------- | --- | -------- |
| Weitere Bilder                          | Denkmal für den Dichter Theodor Körner | (Flurstück 256) (Karte)     | 1864      | Auf dem Harrasfelsen stehendes Denkmal (Eisenkreuz auf Sockel), weithin sichtbar, geschichtlich von Bedeutung. Einweihung am 20. Juni 1864, 5 m hohes, auf Sockel stehendes gusseisernes Kreuz, Denkmal dem 50. Todestag des Dichters Theodor Körner gewidmet, Inschrift „Dem Sänger und Helden Theodor Körner. Die Bewohner von Frankenberg zur Erinnerung an den 26. August 1863.“. | 09243315 |
| Direkt Bild zu diesem Denkmal hochladen | Wohnhaus                               | Zum Harrasfelsen 5 (Karte)  | 1830      | Obergeschoss Fachwerk, ehemals verkleidet, baugeschichtlich von Bedeutung. Erdgeschoss massiv, Satteldach, Türportal und Fenstergewände original, wichtig für Ortsbild, kleiner giebelseitiger Anbau. | 09240699 |
| Direkt Bild zu diesem Denkmal hochladen | Häuslerhaus                            | Zum Harrasfelsen 6 (Karte)  | Um 1700   | Obergeschoss Fachwerk, baugeschichtlich von Bedeutung. Fachwerk mit teilweise geblatteten Kopfbändern und gezapften Streben, ein Giebel und Erdgeschoss massiv, vermutlich unterfahren, Satteldach, ein Giebel verbrettert. | 09240700 |
| Direkt Bild zu diesem Denkmal hochladen | Häuslerhaus                            | Zum Harrasfelsen 13 (Karte) | Um 1820   | Obergeschoss Fachwerk verkleidet, baugeschichtlich von Bedeutung. Erdgeschoss massiv, Satteldach, Obergeschoss verkleidet, guter Originalzustand, an der Straße liegend. | 09240701 |
| Direkt Bild zu diesem Denkmal hochladen | Wohnhaus                               | Zum Harrasfelsen 16 (Karte) | 1874      | Obergeschoss Fachwerk mit Drempel, mit Fachwerkdrempel, baugeschichtlich von Bedeutung. Satteldach, Erdgeschoss massiv, zugesetztes Türportal, Fenstergewände original, am Türportal bezeichnet mit 1874, Haus zeitiger entstanden, eventuell um 1820, ein Giebel teilweise massiv, wichtig für Ortsbild ist Wirkung des anderen Giebels.                                             | 09240702 |
| Direkt Bild zu diesem Denkmal hochladen | Häuslerhaus                            | Zum Harrasfelsen 45 (Karte) | Um 1820   | Obergeschoss Fachwerk verschiefert, baugeschichtlich von Bedeutung. Erdgeschoss massiv, originale Fenster- und Türgewände, Obergeschoss verschiefert, ein Giebel massiv, Frackdach. | 09240703 |

## Tabellenlegende
- Bild: Bild des Kulturdenkmals, ggf. zusätzlich mit einem Link zu weiteren Fotos des Kulturdenkmals im Medienarchiv Wikimedia Commons. Wenn man auf das Kamerasymbol klickt, können Fotos zu Kulturdenkmalen aus dieser Liste hochgeladen werden:
- Bezeichnung: Denkmalgeschützte Objekte und ggf. Bauwerksname des Kulturdenkmals
- Lage: Straßenname und Hausnummer oder Flurstücknummer des Kulturdenkmals. Die Grundsortierung der Liste erfolgt nach dieser Adresse. Der Link (Karte) führt zu verschiedenen Kartendiensten mit der Position des Kulturdenkmals. Fehlt dieser Link, wurden die Koordinaten noch nicht eingetragen. Sind diese bekannt, können sie über ein Tool mit einer Kartenansicht einfach nachgetragen werden. In dieser Kartenansicht sind Kulturdenkmale ohne Koordinaten mit einem roten bzw. orangen Marker dargestellt und können durch Verschieben auf die richtige Position in der Karte mit Koordinaten versehen werden. Kulturdenkmale ohne Bild sind an einem blauen bzw. roten Marker erkennbar.
- Datierung: Baubeginn, Fertigstellung, Datum der Erstnennung oder grobe zeitliche Einordnung entsprechend des Eintrags in der sächsischen Denkmaldatenbank
- Beschreibung: Kurzcharakteristik des Kulturdenkmals entsprechend des Eintrags in der sächsischen Denkmaldatenbank, ggf. ergänzt durch die dort nur selten veröffentlichten Erfassungstexte oder zusätzliche Informationen
- ID: Vom Landesamt für Denkmalpflege Sachsen vergebene, das Kulturdenkmal eindeutig identifizierende Objekt-Nummer. Der Link führt zum PDF-Denkmaldokument des Landesamtes für Denkmalpflege Sachsen. Bei ehemaligen Kulturdenkmalen können die Objektnummern unbekannt sein und deshalb fehlen bzw. die Links von aus der Datenbank entfernten Objektnummern ins Leere führen. Ein ggf. vorhandenes Icon  führt zu den Angaben des Kulturdenkmals bei Wikidata.